# Phidippus whitmani
Phidippus whitmani är en spindelart som beskrevs av George William Peckham och Elizabeth Maria Gifford Peckham 1909. Phidippus whitmani ingår i släktet Phidippus och familjen hoppspindlar. Inga underarter finns listade i Catalogue of Life.